# Linaria supina subsp. maritima
Linaria supina subsp. maritima é uma subespécie de planta com flor pertencente à família Scrophulariaceae. 
A autoridade científica da subespécie é (Lam. & DC.) M.Laínz, tendo sido publicada em Aport. Conoc. Fl. Gallega 7: 20. 1971.

## Portugal
Trata-se de uma subespécie presente no território português, nomeadamente em Portugal Continental.
Em termos de naturalidade é nativa da região atrás indicada.

## Protecção
Não se encontra protegida por legislação portuguesa ou da Comunidade Europeia.